# 福州市博物馆列表
以下是福建省城福州市轄內各博物馆、纪念馆的列表

## 博物馆
- 福建博物院
- 福建省昙石山遗址博物馆
- 福州市博物馆
- 福州温泉博物馆
- 冶山春秋博物馆
- 福建省雨田古代玉器博物馆
- 福建省沈绍安漆艺博物馆
- 福文化博物馆
- 烟台山历史博物馆
- 闽菜文化博物馆
- 闽江河口湿地博物馆

### 各区县（市）
- 鼓楼区博物馆
- 台江区博物馆
- 仓山区博物馆
- 中国船政文化博物馆
- 长乐区博物馆
- 长乐区郑和史迹陈列馆
- 闽侯县博物馆
- 连江县博物馆
- 罗源县博物馆
- 闽清县博物馆
- 永泰县博物馆
- 壳丘头遗址博物馆
- 福清市博物馆

## 纪念馆
- 福州马江海战纪念馆
- 福州市林则徐纪念馆（林文忠公祠）
- 福州辛亥革命纪念馆（於山大士殿）
- 福建省革命历史纪念馆